# テレビ絵本
テレビ絵本（テレビえほん）は、アニメや特撮作品を題材とする子供向け絵本の総称。

## 沿革
1958年に鈴木出版がアメリカ製アニメ『ポパイ』の絵本を出版したのが最初とされる。同社は以後も1960年代前半にNHKの人形劇『ひょっこりひょうたん島』や手塚治虫の漫画を原作とするフジテレビのアニメ『鉄腕アトム』のテレビ絵本を出版してヒットを飛ばし、カラー放送が本格化すると各社が競って「テレビカラー絵本」を出版するようになった。
1970年代には少年画報社やひかりのくになどの主に漫画や児童書を発行している出版社も大きなシェアを占めていたが、2012年現在は発売元が幼児向けテレビ情報誌『てれびくん』を擁する小学館と『テレビマガジン』を擁する講談社、そして1997年に休刊した『テレビランド』を擁していた徳間書店の3社にほぼ集約された状態となっている。
「テレビ絵本」の名称は1997年に講談社が商標登録しているが、商標権は行使されておらず小学館を始めとする競合事業者も使用している。

## 特徴
判型は多くがB5判（17.6cm×25cm）・A20取判（14.8cm×16.8cm）・15cm×15cmのいずれかを採用しており、書店では専用のラックに入った状態で売られていることが多い。B5判・A20取判のものは耐久性を重視して厚手の紙を使用し、16〜24ページとする仕様が基本となっている。B5判・A20取判のテレビ絵本を発行しているのは講談社・小学館・徳間書店がほとんどである。15cm×15cmのテレビ絵本はB5判・A20取判に比べて薄手の紙が使用されているものも有り、主に永岡書店などが発行している。
特撮作品の場合はテレビで放送されたシーンをそのまま使用していることも多いが、アニメの場合はスタッフがテレビ絵本用のカットを新規に描き起こしている場合がほとんどである。ページは見開きが多いが、稀に1ページずつやページ内でのコマ割りも使用される。漫画のようなふきだしは原則として使用されず、登場人物の会話文も鈎括弧を用いてナレーションの文と併記される。原則として文章に漢字は使用されず全文が平仮名と片仮名となっており（稀にアルファベットも使用される）、片仮名やアルファベットには平仮名のルビが振られるのが通例である。
内容はテレビの放送内容をダイジェストで再構成したものがほとんどで、テレビ絵本用のオリジナルエピソードが描かれることは稀である。また、巻末には登場キャラクターの紹介や間違い探し、パズルなどが掲載されていることも多い。

## テレビアニメ絵本
- プリキュアシリーズ（講談社のテレビえほん）
- おジャ魔女どれみ（講談社のテレビえほん） - 2024年6月、電子書籍として復刻[3]
- 明日のナージャ（講談社のテレビえほん） - 2024年6月、電子書籍として復刻[3]
- デジモンシリーズ（講談社のテレビえほん）
- パンツぱんくろう（講談社のテレビえほん）
- 家なき子レミ（講談社のテレビえほん）
- 勇者指令ダグオン（講談社のテレビえほん）
- 忍ペンまん丸（講談社のテレビえほん）
- 魔法陣グルグルシリーズ
  - 魔法陣グルグル（講談社のテレビえほん）
  - ドキドキ伝説 魔法陣グルグル（講談社のテレビえほん）
- 怪盗セイント・テール（講談社のテレビえほん）
- スーパードール・リカちゃん（講談社のテレビえほん）
- 名犬ラッシー（講談社のテレビえほん）
- 小さな巨人 ミクロマン（講談社のテレビえほん）
- 勇者王ガオガイガー（講談社のテレビえほん）
- 黄金勇者ゴルドラン（講談社のテレビえほん）
- 美少女戦士セーラームーンシリーズ（講談社のテレビえほん）
- ビーストウォーズ 超生命体トランスフォーマー（講談社のテレビえほん）
- ぴちぴちピッチ（講談社のテレビえほん）
- ニャニがニャンだー ニャンダーかめん（講談社のテレビえほん）
- 東京ミュウミュウ（講談社のテレビえほん）
- カードキャプターさくら（講談社のテレビえほん）
- ゲゲゲの鬼太郎（講談社のテレビえほん）
- ドラえもんシリーズ（小学館のテレビ絵本）
- ミニ四駆シリーズ（小学館のテレビ絵本）
- ポケモンシリーズ（小学館のテレビ絵本）
- たまごっち!シリーズ（小学館のテレビ絵本・ぷぷぷBOOKS）
- 妖怪ウォッチシリーズ（小学館のテレビ絵本）
- 少年アシベシリーズ（小学館のテレビ絵本）
- サンリオシリーズ（小学館のテレビ絵本・ぷぷぷBOOKS）
- ズーブルズ!（ぷぷぷBOOKS）
- はっぴーカッピ（ぷぷぷBOOKS）
- はなかっぱ（ぷぷぷBOOKS）
- 豆しば（ぷぷぷBOOKS）
- リルぷりっ（ぷぷぷBOOKS）
- プリティーシリーズ
  - プリティーリズム・オーロラドリーム（ぷぷぷBOOKS）
  - プリパラ（小学館のテレビ絵本）
- パウ・パトロール（小学館のテレビ絵本）
- ベビーバス（小学館のテレビ絵本）
- のりものまん（小学館のテレビ絵本）
- ギャビーのドールハウス（小学館のテレビ絵本）
- ギガントサウルス（小学館のテレビ絵本）
- スタジオジブリシリーズ（徳間アニメ絵本）
- ムーミン谷のなかまたちシリーズ（徳間アニメ絵本）
- この世界の片隅に（徳間アニメ絵本）
- 世界名作劇場シリーズ（徳間アニメ絵本）
- 未来少年コナン（徳間アニメ絵本）
- ディズニーシリーズ（角川アニメ絵本）
- GO!GO!アトム（角川アニメ絵本）
- 細田守シリーズ（角川アニメ絵本）
- 山賊のむすめローニャ（角川アニメ絵本）
- メアリと魔女の花（角川アニメ絵本）
- I LOVE スヌーピー THE PEANUTS MOVIE（角川アニメ絵本）
- ラブライブ!サンシャイン!!（KADOKAWA）

## 実写作品
- 仮面ライダーシリーズ（講談社のテレビえほん）
- ウルトラマンシリーズ（講談社のテレビえほん）
- 燃えろ!!ロボコン（講談社のテレビえほん）
- 美少女戦士セーラームーン（講談社のテレビえほん）
- ビーロボカブタック（講談社のテレビえほん）
- 重甲ビーファイター（講談社のテレビえほん）
- 超光戦士シャンゼリオン（講談社のテレビえほん）
- テツワン探偵ロボタック（講談社のテレビえほん）
- いないいないばあっ!（小学館のテレビえほん）
- スーパー戦隊シリーズ（小学館のテレビ絵本）
- ガールズ×戦士シリーズ（小学館のテレビ絵本）
- シナぷしゅ（小学館のテレビ絵本）